# پرده سر (طالقان)
پرده سر روستایی از توابع بخش مرکزی شهرستان طالقان در استان البرز ایران است. اهالی روستای پرده سر تات‌زبان هستند.

## جمعیت
این روستا در دهستان میان طالقان قرار دارد و براساس سرشماری مرکز آمار ایران در سال ۱۳۸۵، جمعیت آن ۲۰۹ نفر (۶۳خانوار) بوده‌است.